# Doesus taprobanicus
Doesus taprobanicus is een keversoort uit de familie Vesperidae. De wetenschappelijke naam van de soort werd in 1906 gepubliceerd door Charles Joseph Gahan.